# Xã Fairview, Quận Hanson, South Dakota
Xã Fairview (tiếng Anh: Fairview Township) là một xã thuộc quận Hanson, tiểu bang Nam Dakota, Hoa Kỳ. Năm 2010, dân số của xã này là 162 người.